# Moluccella
- Commons
- Wikispecies

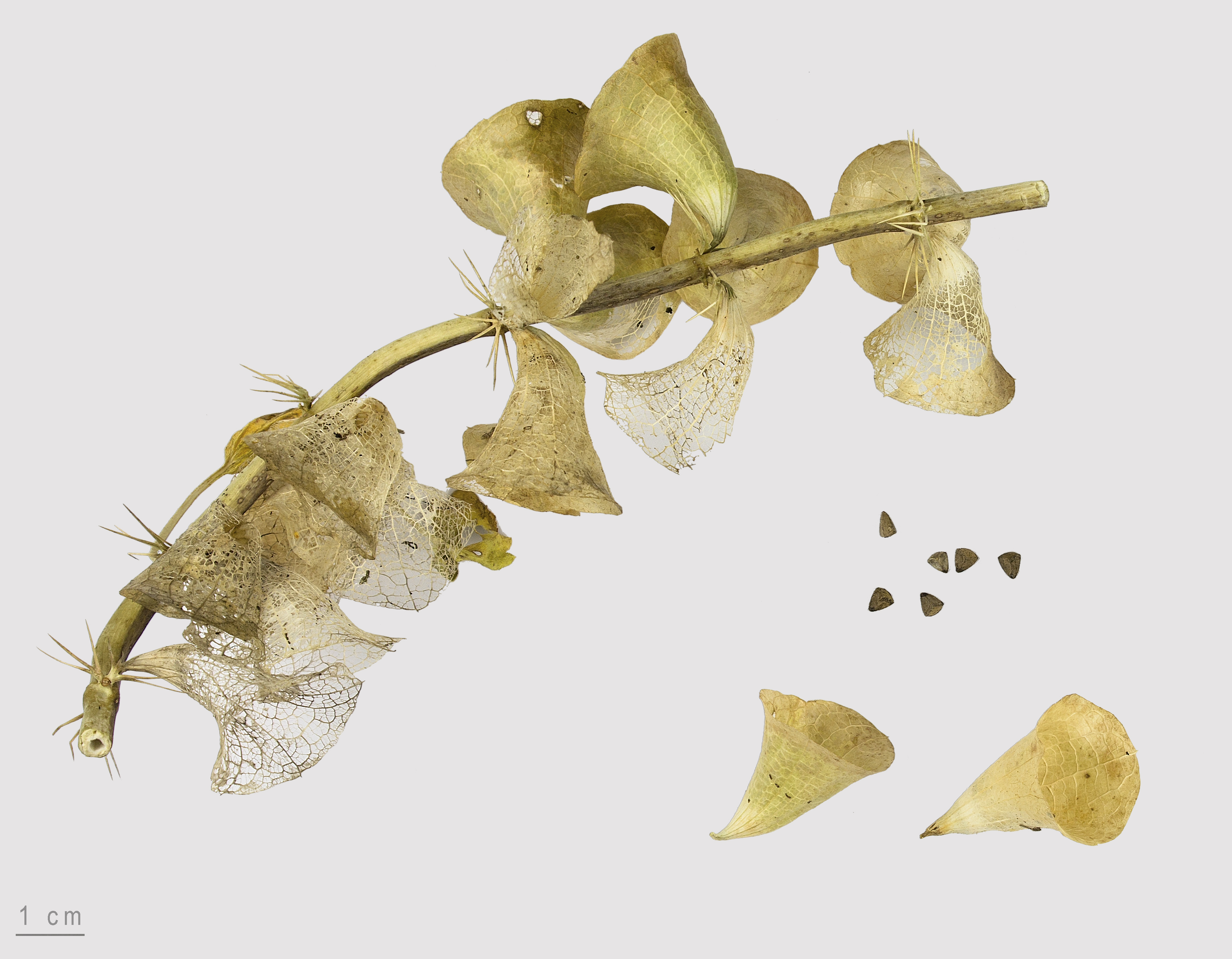
Moluccella laevis - MHNT

Moluccella L. é um gênero botânico da família Lamiaceae, nativo da Índia e Mediterrâneo.

## Espécies
Moluccella acutiloba Moluccella armata Moluccella diacanthophylla
Moluccella frutescens Moluccella fruticosa Moluccella grandiflora
Moluccella integrifolia Molucella lanata Moluccella laniflora
Moluccella lanigera Moluccella laevis Moluccella marrubiastrum
Moluccella microphylla Moluccella mongholica Molucella otostegioides
Moluccella persica Moluccella phlomoides Moluccella quadrangula
Moluccella repanda Moluccella scariosa Moluccella sinaitica
Moluccella spinosa Moluccella tuberosa
- «Lista completa»

## Classificação do gênero
| Sistema | Classificação                        | Referência               |
| ------- | ------------------------------------ | ------------------------ |
| Linné   | Classe Didynamia, ordem Gymnospermia | Species plantarum (1753) |